# Chapelle Suardi
La chapelle Suardi ou Oratoire Suardi est un oratoire situé à Trescore Balneario, dans la province de Bergame en Italie, construit au début du XVIe siècle à l'intérieur d'une propriété appartenant à une famille noble de Bergame, les Suardi. 
Dédiée à sainte Barbe et à sainte Brigitte, la chapelle a été décorée en 1524 de fresques à sujet religieux par Lorenzo Lotto.

## Histoire de la chapelle

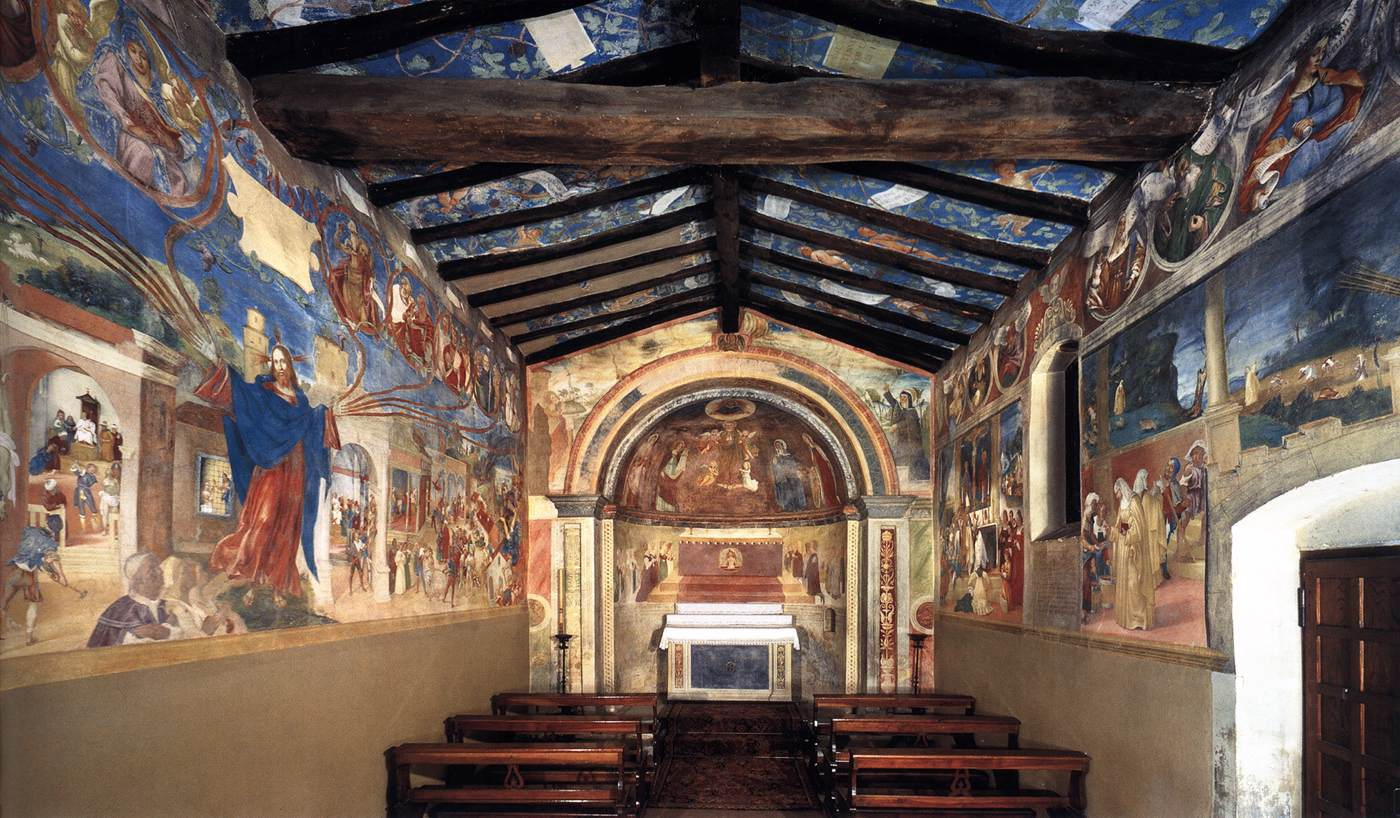
Vue de la chapelle en direction de l'abside

La chapelle, située sur la route reliant Bergame au lac d'Iseo, a été construite en 1501-1502 pour Battista et Maffeo Suardi, deux cousins de la famille Suardi.
La chapelle de plan rectangulaire est d'une architecture simple, avec un toit en bois, soutenu par des solives apparentes, une porte d'accès à l'ouest, et une petite abside semi-circulaire à l'est où ont été peintes lors de la construction des fresques modestes par un peintre local inconnu, : dans le cul-de-four de l'abside, une Assomption de la Vierge avec les saintes titulaires de la chapelle, accompagnées de Marie-Madeleine et Catherine d'Alexandrie ; en dessous, Battista Suardi et sa famille en adoration ; dans les écoinçons, les saintes Barbe et Catherine sont représentées repoussant la foudre et la grêle.
Vers 1523 Lotto a reçu la commande pour le décor des trois autres murs et du plafond et s'est installé à Trescore. La décision des Suardi n'était pas dictée par des raisons de prestige, mais par leur esprit de dévotion, en réponse aux progrès du luthéranisme et à des prophéties de déluge universel ; le programme peint exalte la participation au corps mystique de l'Église (figure du Christ-Vigne), la chute des hérétiques, la doctrine catholique et la vie de saintes exemplaires (Barbe et Brigitte),.
Les fresques ont été peintes par Lotto et son élève Francesco Bonetti pendant l'été 1524. Il s'agit du plus important ensemble de fresques de Lorenzo Lotto conservé intact.
Au XIXe siècle, le comte Gianforte Suardi a fait relier la chapelle située dans le parc avec la villa, en faisant construire un passage couvert. Une reconstruction en 1883-1885 a été entreprise pour isoler les murs peints à la fresque endommagés par l'humidité. Une porte a été percée dans le mur sud pour fournir à la chapelle une sacristie.

## Les fresques de Lorenzo Lotto
Les fresques de Lorenzo Lotto sont peintes sur les trois murs nord, sud et ouest, ainsi qu'au plafond, entre les poutres. Elles proposent un programme iconographique complexe sur le thème de la rédemption et de la foi, incarné par les quatre saintes déjà peintes dans l'abside : Barbe, Brigitte, Marie Madeleine et Catherine d’Alexandrie.

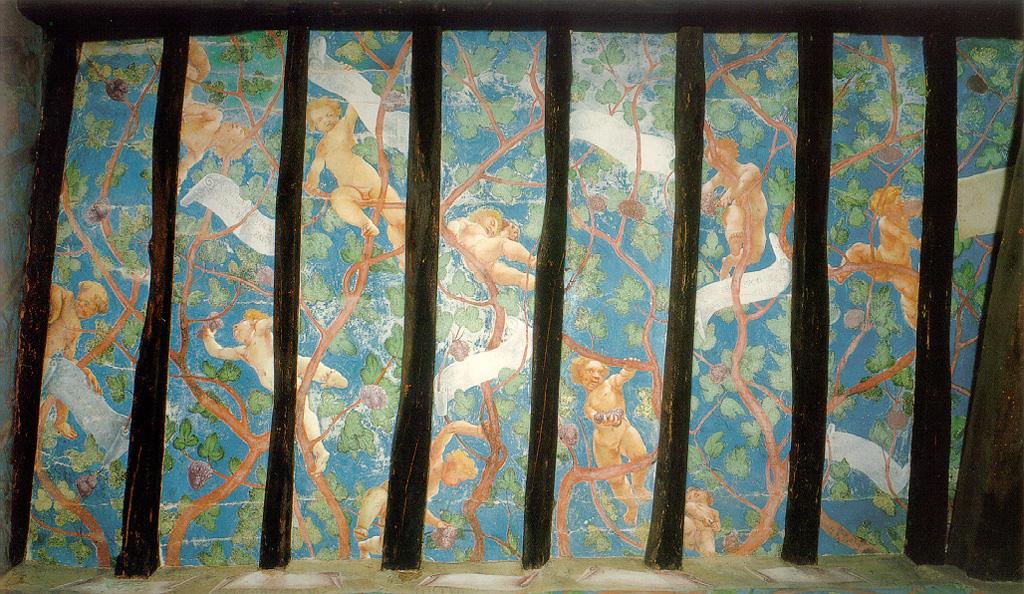
Le plafond

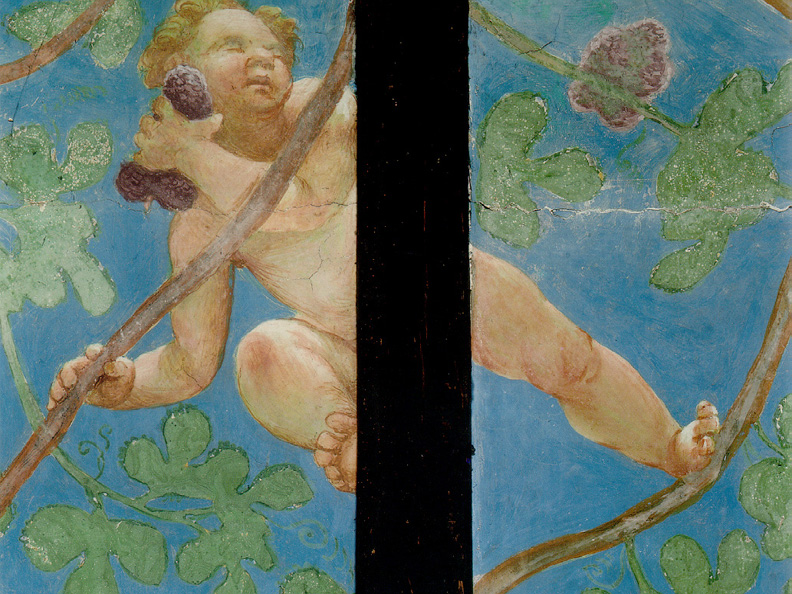
Plafond, détail

Le plafond a été décoré par Lotto entre les poutres par une tonnelle de vigne ; des putti vendangeurs y sont représentés, certains tenant des rouleaux avec des passages de la Bible et des textes liturgiques sur le thème de la vigne et du vin, en relation avec le sacrement de l’Eucharistie.
Le style de Lotto se caractérise par des coups de pinceau rapides et efficaces. Son goût de la narration populaire l'amène à peindre de nombreux personnages des classes modestes, comme les paysans, jusque-là inédits dans le répertoire figuratif italien.

### Mur nord: le Christ-Vigne et l'histoire de sainte Barbe
Sur le mur nord, le plus spectaculaire, deux thèmes différents sont réunis dans une même composition, mais peuvent être lus indépendamment l'un de l'autre ; ce programme iconographique témoigne d'une imagination extraordinairement inventive.

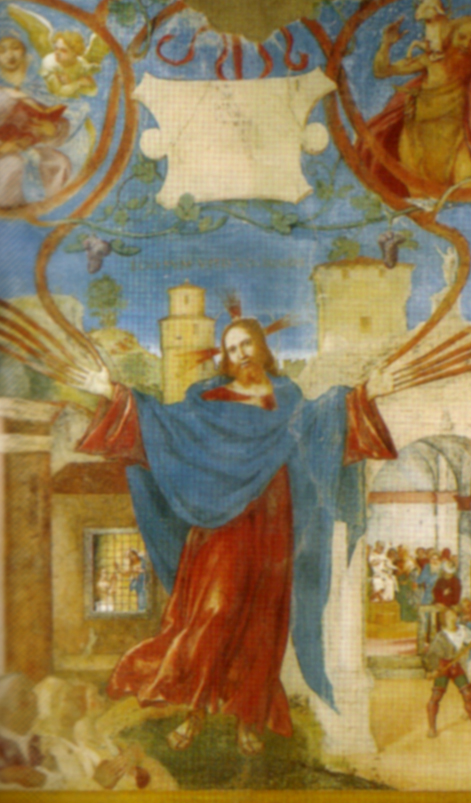
Le Christ-Vigne

Au centre, se dresse une figure monumentale du Christ aux bras tendus ; à ses pieds, sont représentés les Suardi : Battista, son épouse Orsolina et sa sœur Paolina. Au-dessus du Christ, un passage de l'Évangile selon Jean est peint en lettres d'or : « Ego sum vitis vos palmites », avec le nom du peintre et l'année.
Le Christ lui-même est représenté comme une vigne miraculeuse, dont les branches sortent de ses doigts et forment, dans le registre supérieur, une série de dix médaillons où sont peints, tels des fruits, des saints et saintes. Aux deux extrémités, se trouvent deux pères de l'église, saint Jérôme et saint Ambroise, qui repoussent et font tomber dans le vide des hérétiques, équipés d'échelles et de crochets, qui tentent de couper les branches de la vigne. Les autres saints peints dans chaque médaillon sont, de gauche à droite :
- les saintes Apolline d'Alexandrie, Marguerite et Lucie,
- les saintes Ursule, Barbe et Catherine d'Alexandrie,
- Marie Madeleine et Catherine de Sienne,
- la Vierge entre deux anges,
- saint Jean Baptiste,
- les saints Pierre et Paul,
- saint Alexandre de Bergame entre saint Étienne et saint Sébastien,
- saint Dominique entre saint Augustin et saint François d'Assise.

L'ensemble du programme est voulu comme une continuité entre le Christ et l'Église, dans une polémique clairement anti-luthérienne, avec l'exaltation de la valeur des bonnes œuvres dans les récits de saints,.

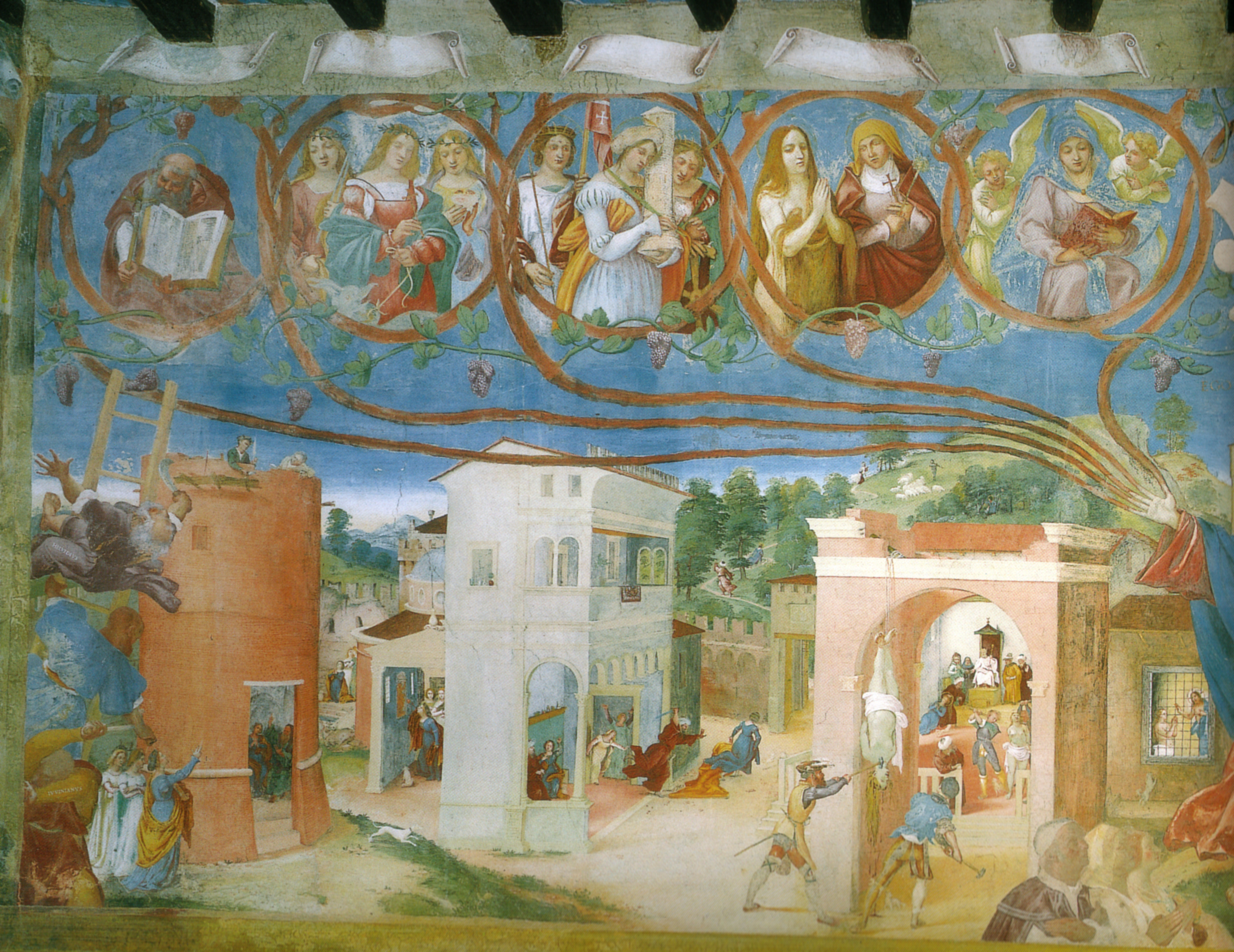
Histoire de sainte Barbe, à gauche du Christ-Vigne.

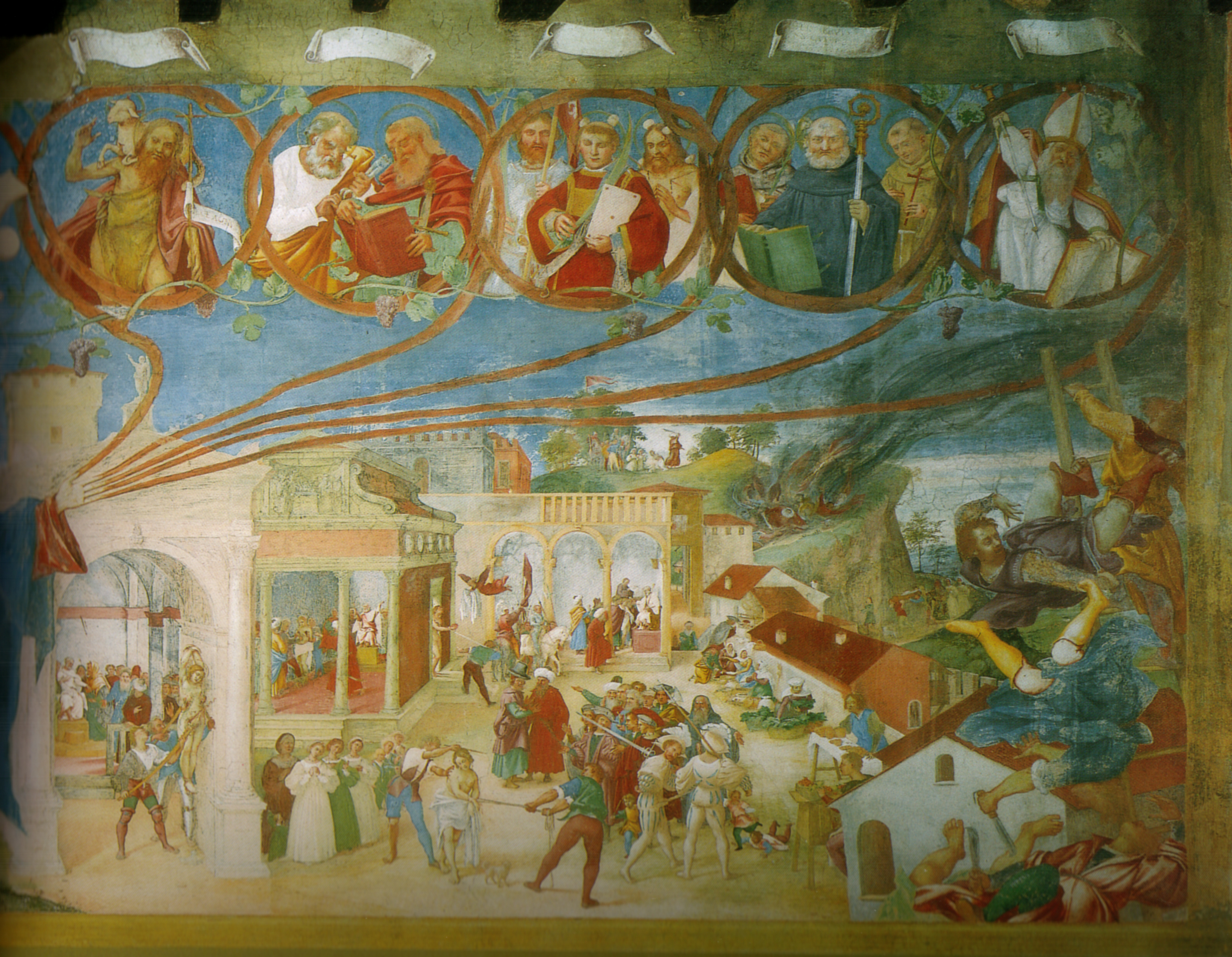
Histoire de sainte Barbe, à droite du Christ-Vigne.

De part et d'autre du Christ, Lotto a peint l'histoire de sainte Barbe, depuis sa conversion au christianisme jusqu'à son martyre, dans des scènes urbaines animées qui confèrent au récit une saveur populaire et vivante. Le peintre a suivi le texte de La Légende dorée pour raconter l'histoire de la jeune sainte :
- à gauche, la jeune Barbe, qui vit à Nicomédie à l'époque des empereurs Maximien Hercule et Dioclétien, est enfermée par son père païen dans une tour cylindrique (qui deviendra l'attribut de la sainte) ; un ermite lui rend visite, l'instruit dans la foi chrétienne ; Barbe demande le baptême et refuse l'idolâtrie païenne. Quand son père le découvre, il tente de la tuer avec une épée. La sainte s'échappe dans les montagnes ; un berger la dénonce, on la traîne devant le préteur, qui la fait flageller et torturer ; enfermée en prison, elle reçoit la visite du Christ qui la guérit[2].
- à la droite du Christ, l'histoire continue avec de nouvelles tortures ordonnées par le préteur. Dénudée, amputée des seins, Barbe est couverte d’un drap blanc par un ange (les femmes de la famille Suardi sont représentées assistant éplorées à son martyre[11]). Elle est traînée à travers la ville, au milieu d’une foule curieuse, sur la place du marché : son père la décapite et il est puni par la foudre divine[2].

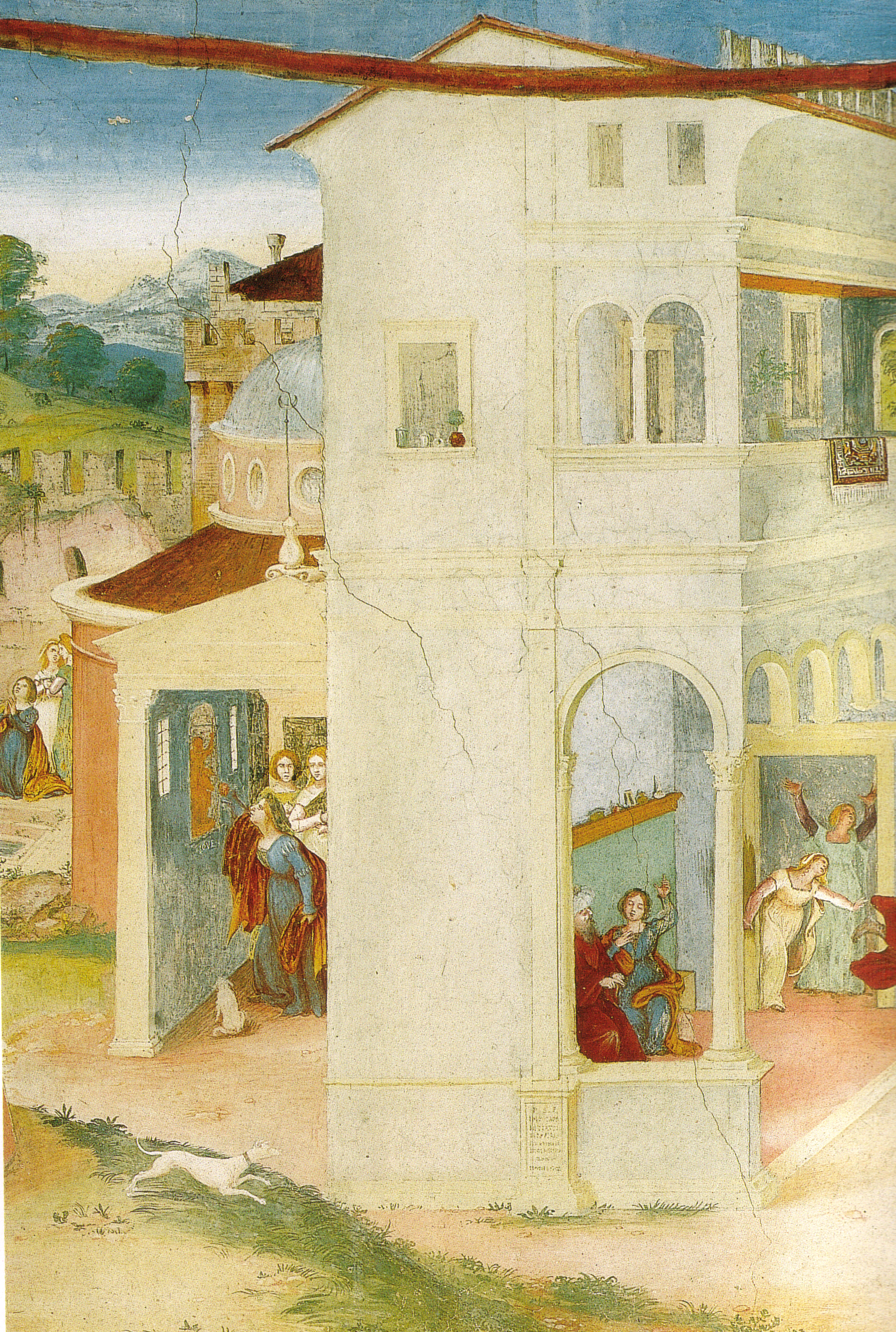
Sainte Barbe convertie découverte par son père.
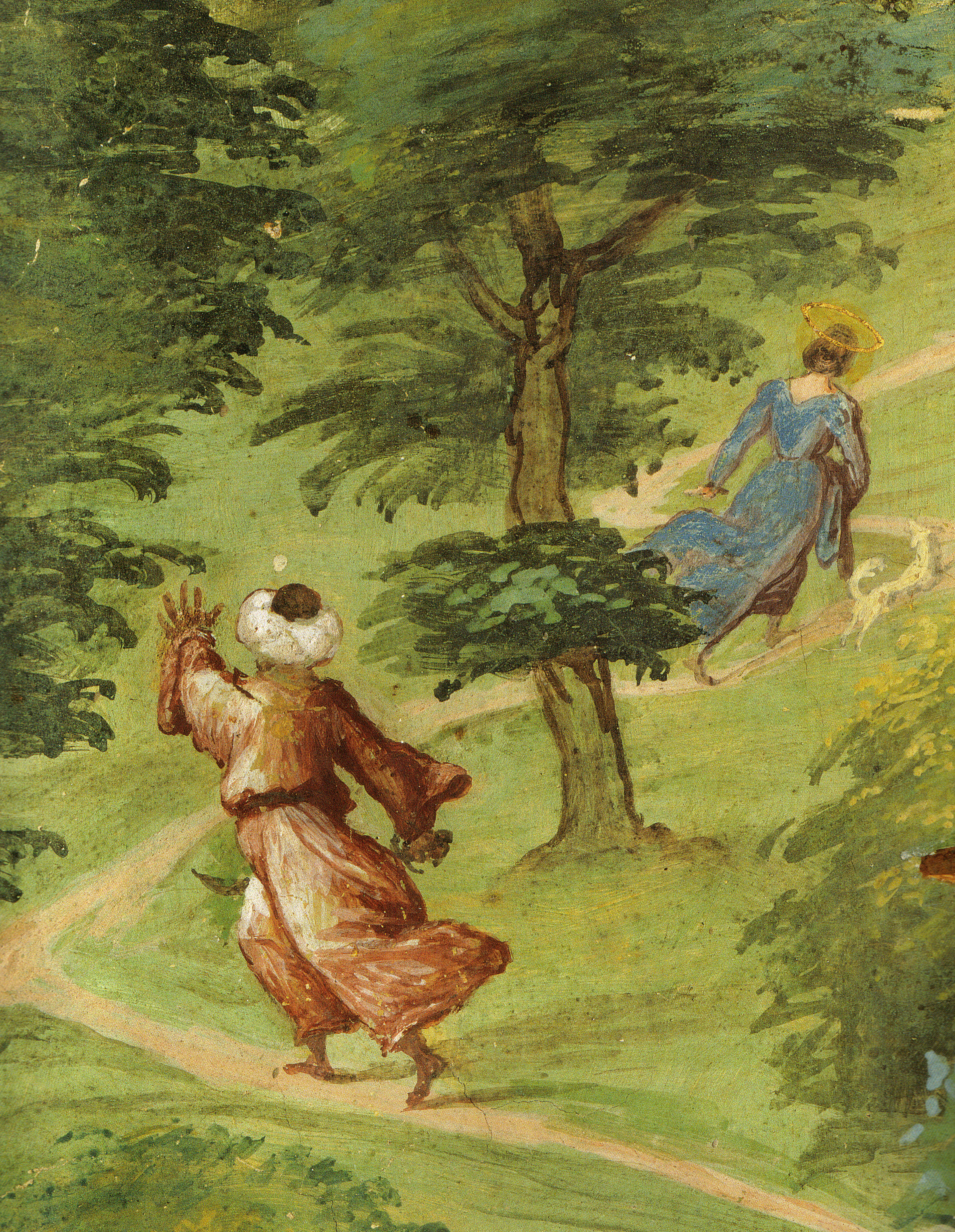
Sainte Barbe poursuivie par son père.
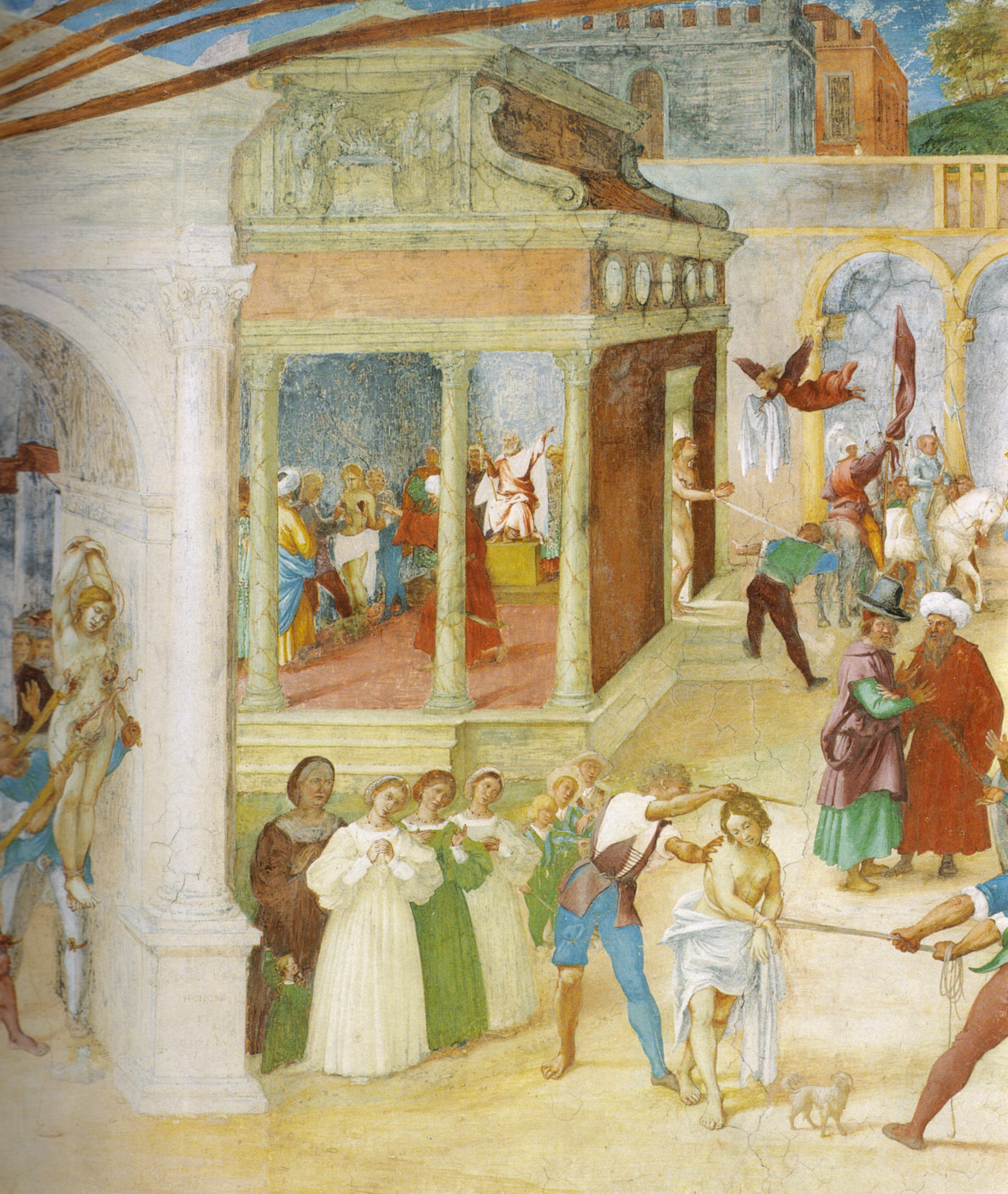
Martyre de Sainte Barbe.
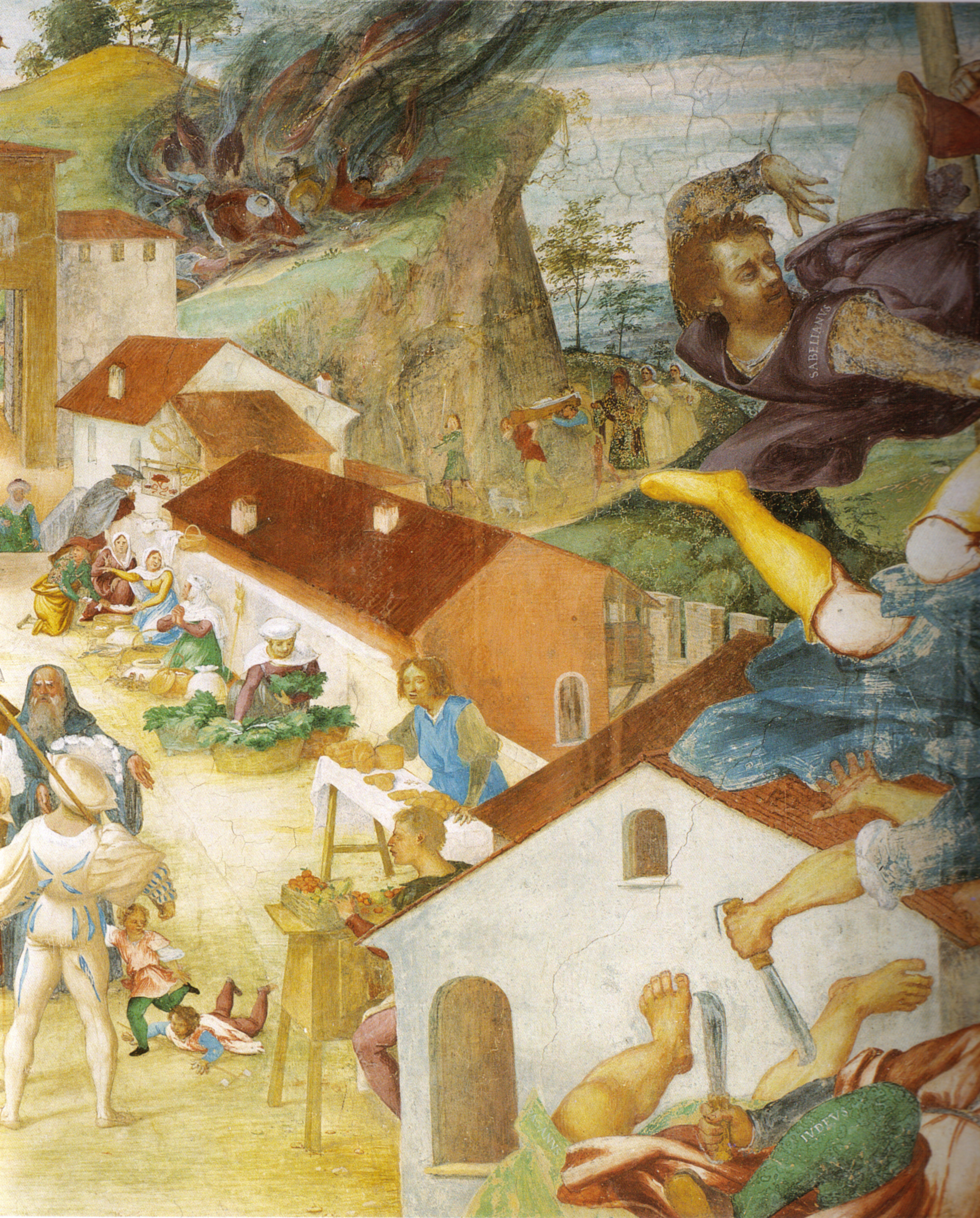
Scène de marché.

### Mur sud: histoire de sainte Brigitte

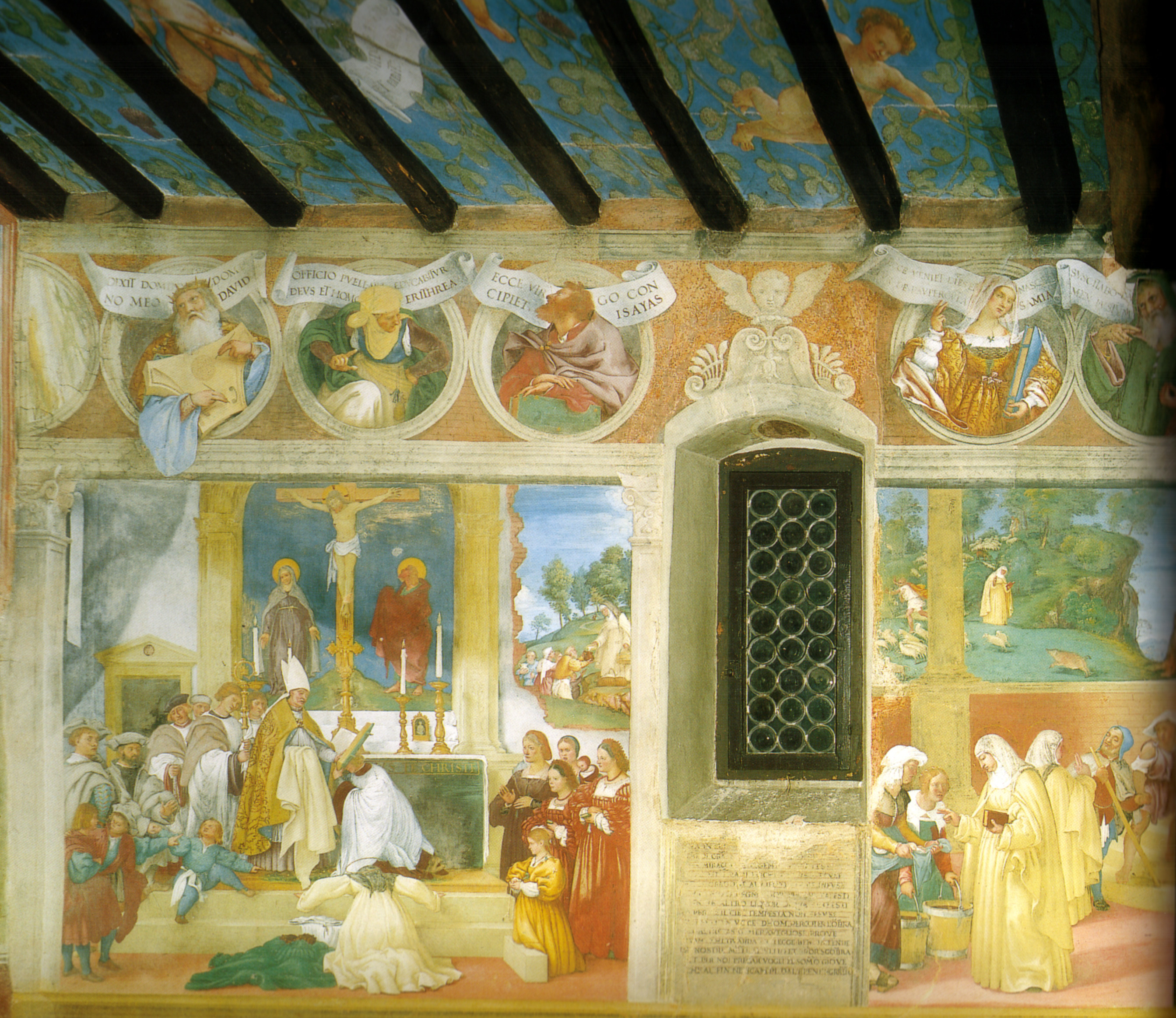
Miracles de sainte Brigitte.

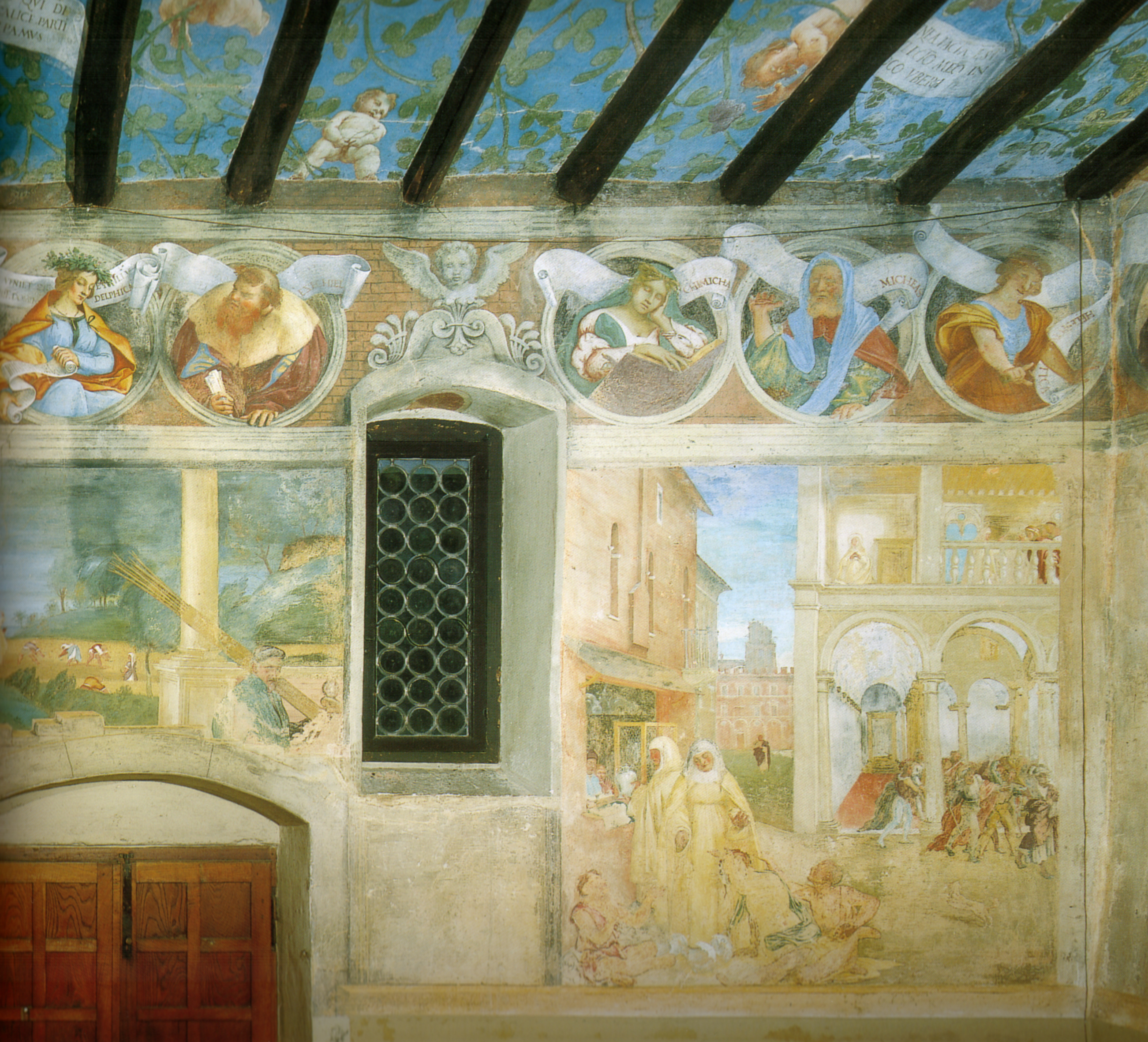
Miracles de sainte Brigitte.

Le mur de droite, au sud, est occupé par trois panneaux représentant l'histoire de la religieuse irlandaise sainte Brigitte, séparés par deux fenêtres ; chacune des scènes a trait à des miracles :
- dans le premier panneau, lors de la prise de voile de Brigitte, une marche en bois de l'autel bourgeonne ; les laïcs assistant à la scène (hommes à gauche, femmes et fillettes à droite) sont des portraits des membres de la famille de Maffeo Suardi[12]. Sur l'autel, sont représentés des objets sacrés, dans une composition qui est peut-être un souvenir de la fresque de Raphaël La Messe de Bolsena[13] ; d'autres rapprochements ont été faits entre les fresques de Raphaêl au Vatican pour la chambre d'Héliodore et celles de Lotto pour la chapelle Suardi[14]. La scène s'ouvre à travers le mur vers l'extérieur, où l'on voit la sainte distribuant du pain aux pauvres.
- le deuxième panneau représente des épisodes de la vie de la sainte en ville et à la campagne : elle distribue des aliments aux pauvres, change l'eau en bière, guérit un aveugle, détourne un orage qui menace les moissons, protège un troupeau de moutons d'un sanglier[2].
- le troisième et dernier panneau est située dans une ville où Brigitte accomplit divers miracles : multiplier un vase en trois pour des lépreux, sauver un homme condamné à mort en le remplaçant par son ombre[2].

Sur la frise au-dessus des scènes, Lotto représente dans des médaillons des prophètes et des sibylles. Se succèdent de gauche à droite : David, la sibylle d'Érythrées, Isaïe, la sibylle Samienne, Jérémie, la Sibylle de Delphes, Ézéchiel, la sibylle cimérienne, Michée et la sibylle hellespontine.
Au-dessus de la porte d'entrée, est peint à mi-corps un homme portant sur l'épaule un fagot ; une ancienne tradition veut que cette figure soit un autoportrait de l'artiste.

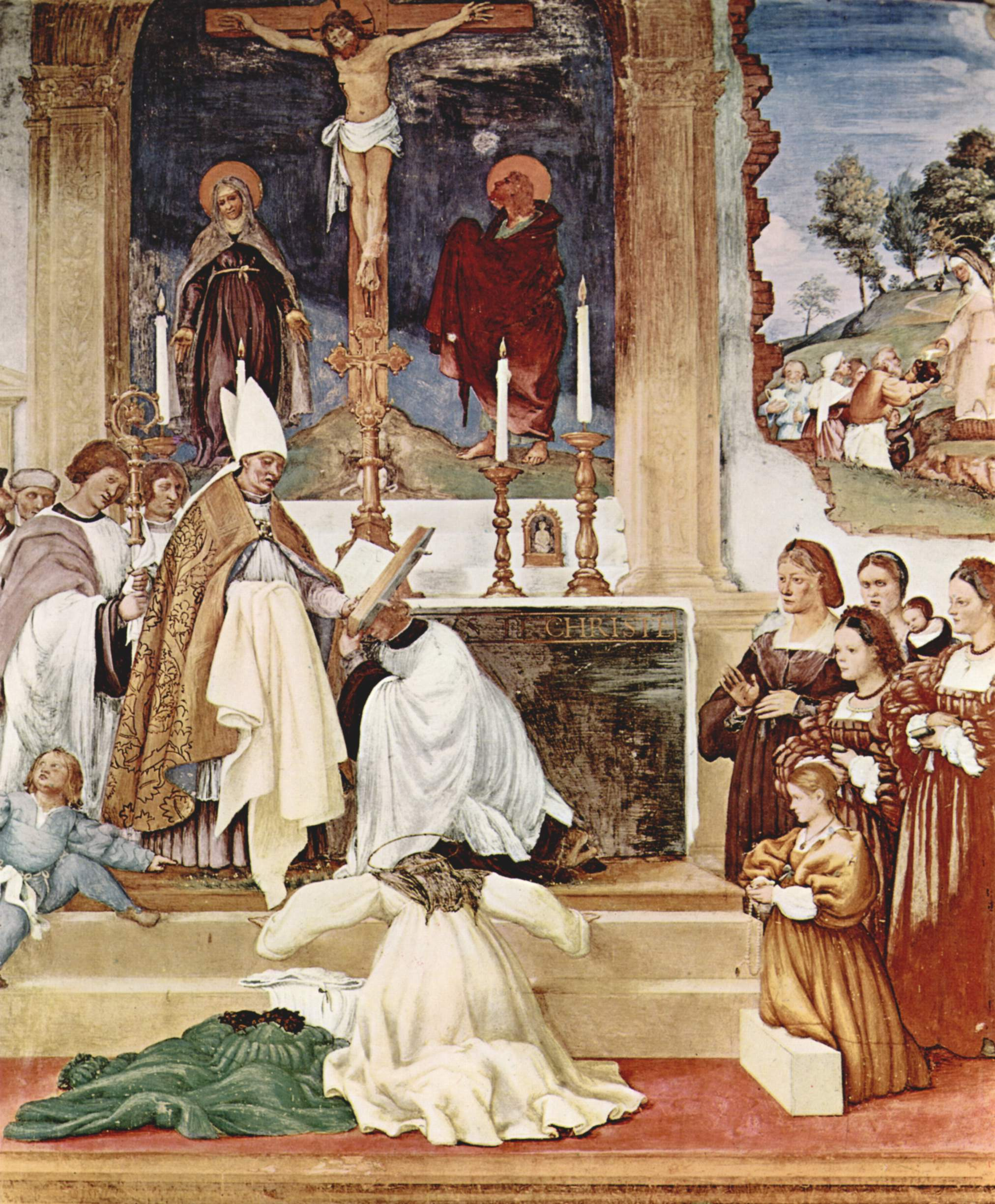
Brigitte prend l'habit monastique.
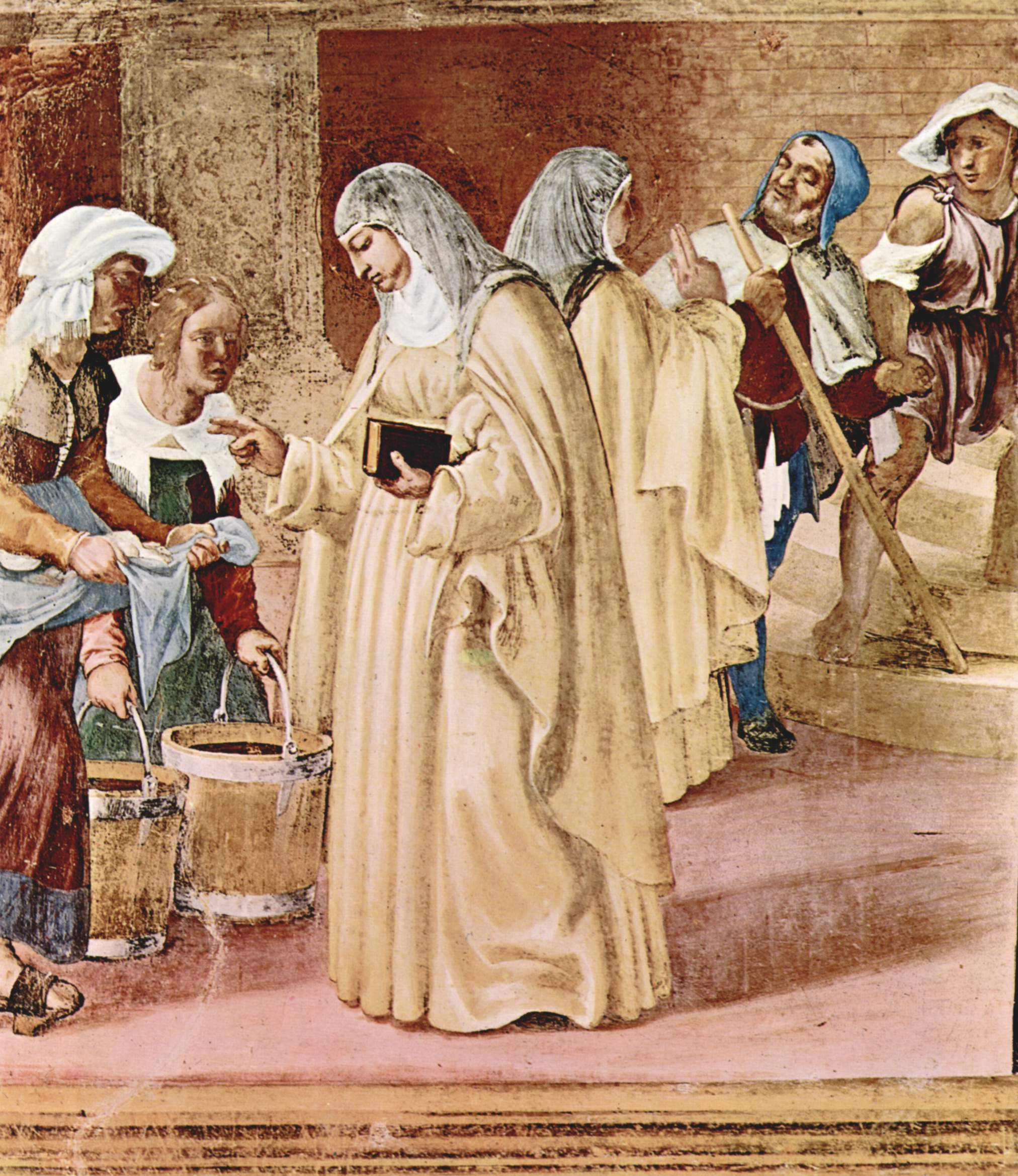
Miracle de sainte Brigitte.
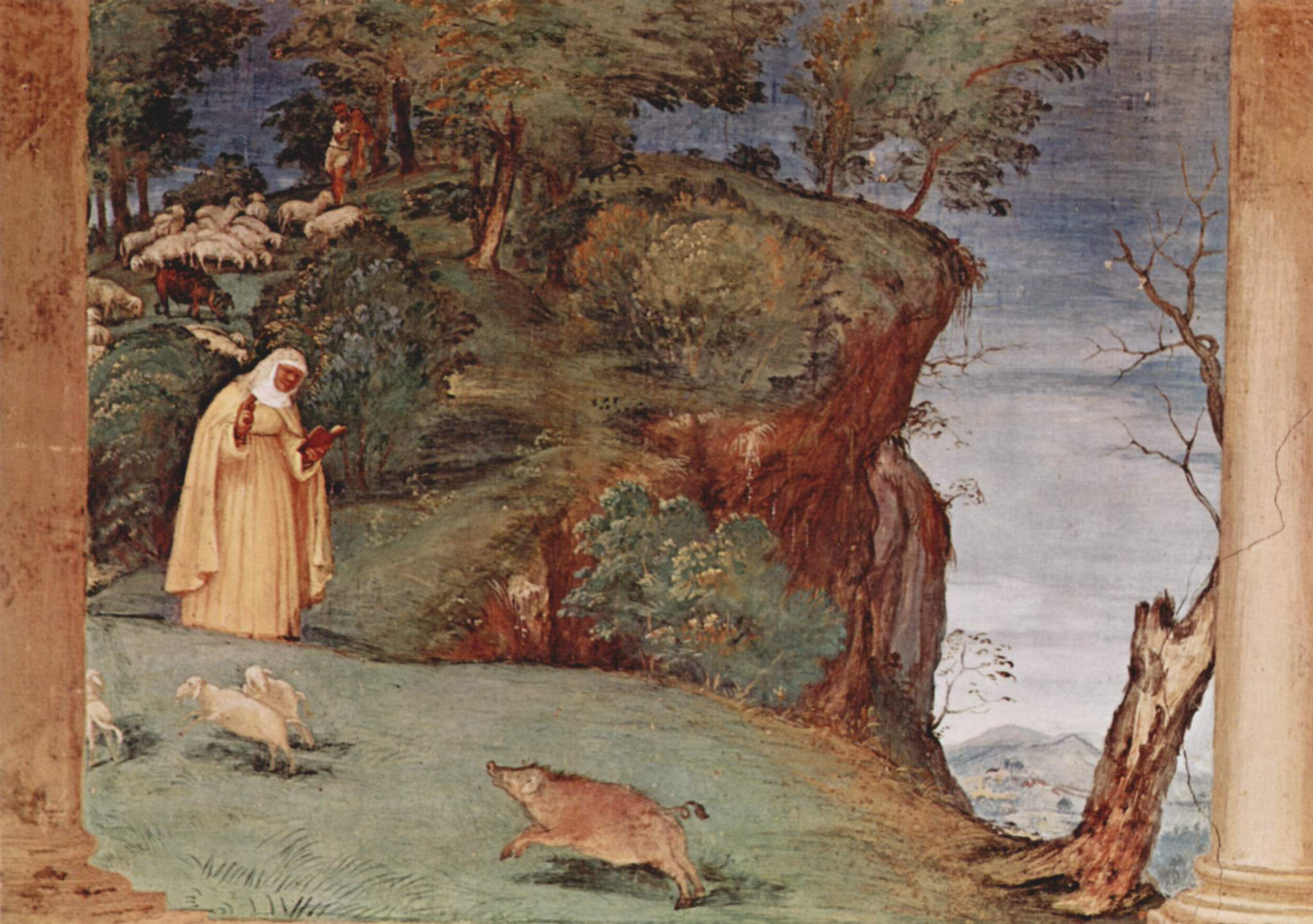
Sainte Brigitte protégeant un troupeau de moutons d'un sanglier.
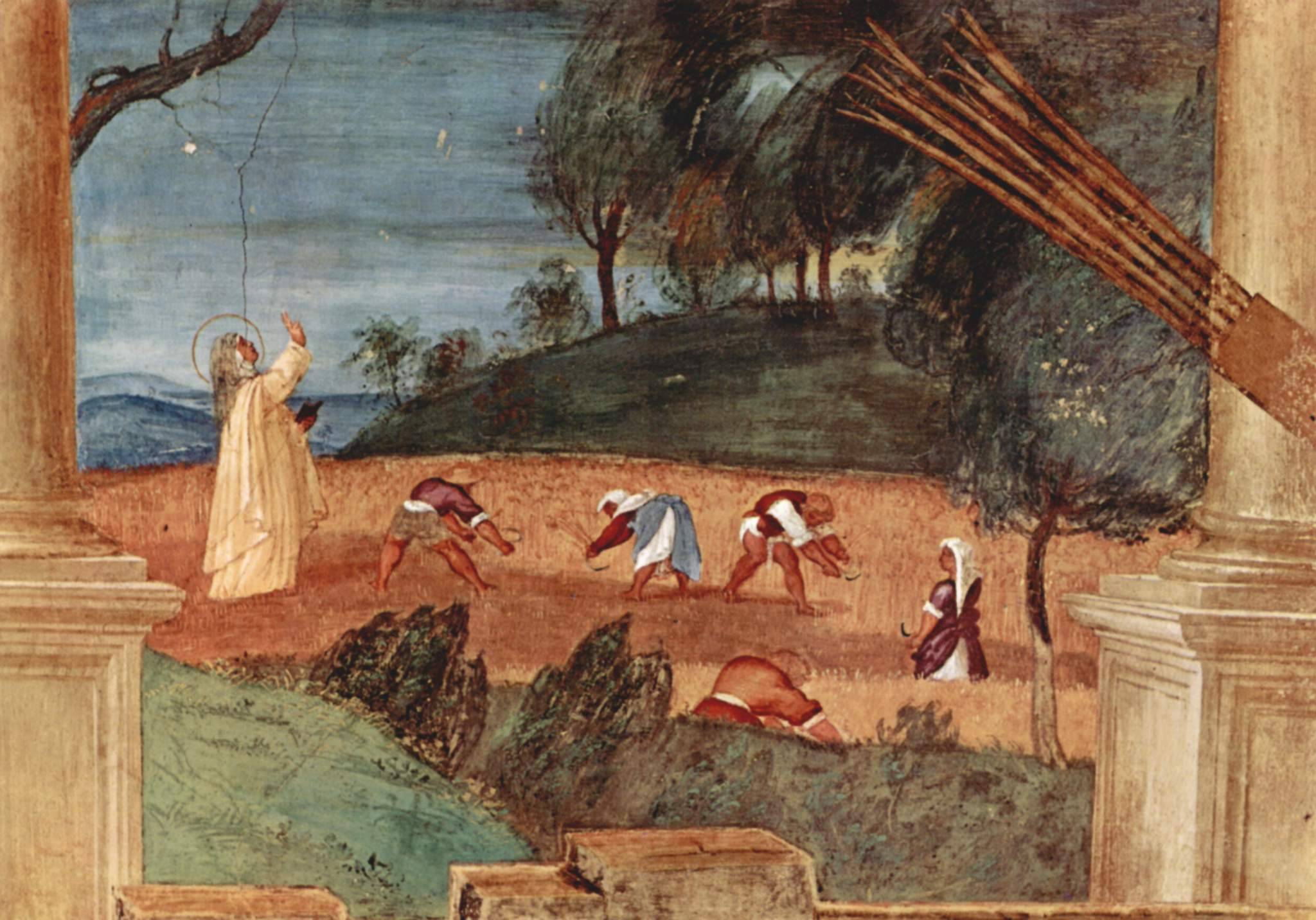
Sainte Brigitte éloigne un orage.

### Mur ouest: histoires de Catherine d'Alexandrie et de Marie Madeleine
Sur le mur du fond, à l'ouest, Lorenzo Lotto a peint deux scènes évoquant les saintes non titulaires de la chapelle, Marie-Madeleine et Catherine d'Alexandrie, qui avaient été représentées dans l'abside. La porte percée dans le mur date des années 1880.
Ces deux scènes sont surmontées de la représentation de prophètes et de sibylles : Habacuc, la sibylle tiburtine, Sophonie, la sybille phrygienne, Daniel, la sybille persique et Moïse.